# Also sprach Zarathustra (Deodato)
Also sprach Zarathustra is een single van Deodato.
De single is een arrangement van de Einleitung uit Also sprach Zarathustra, een van de beroemdste symfonische gedichten van Richard Strauss. De single werd uitgebracht in 1973, een tijd waarin de popmuziek vaker teruggreep op de klassieke muziek, denk bijvoorbeeld aan Ekseption met haar Air van Johann Sebastian Bach, Emerson, Lake & Palmer met werken van Aaron Copland, Moessorgski en Charles Hubert Parry. Furore maakte ook Isao Tomita met klassieke werken overgezet naar muziek voor synthesizer, denk aan Schilderijen van een tentoonstelling.
Binnen de jazz liep het niet zo hard, maar Also Sprach Zarathustra, dat een mengeling was van latinrock, jazzrock, funk en rock spatte van de single af. Het greep terug op de soundtrack van 2001: A Space Odyssey, alwaar de muziek van Strauss ook te horen was. Het werd een daverend succes; binnen Nederland overigens het enige van Deodato. Vooral de overgang van het dreigende akkoord dat Strauss geschreven had naar de swingende muziek daarna werd bewonderd. Uiteraard werd het nummer ook verguisd; liefhebbers van klassieke muziek konden het (soms) niet waarderen, die vonden die “rare” bewerkingen maar niets. Deodato kreeg er een Grammy Award voor. De verkoop ging de 5 miljoen exemplaren te boven.
De muziek werd later hergebruikt in de film Being There van en met Peter Sellers.
Het succes was achteraf gezien geen wonder; de top van de toenmalige jazzrock speelde mee:
- Deodato – synthesizers
- John Tropea – gitaar
- Stanley Clarke – basgitaar
- Billy Cobham – slagwerk

## NPO Radio 2 Top 2000
Also sprach Zarathustra stond alleen in 1999 in de NPO Radio 2 Top 2000, op plek 1645.